# روالد بولسين
روالد بولسين (بالدنماركية: Roald Poulsen)‏ هو لاعب كرة قدم ومدرب كرة قدم دنماركي، ولد في 28 نوفمبر 1950 في أودنسه في الدنمارك.

## وصلات خارجية
- روالد بولسين على موقع قاعدة بيانات كرة القدم.إي يو (الإنجليزية)
- روالد بولسين على موقع Soccerway.com (الإنجليزية)